# Memex

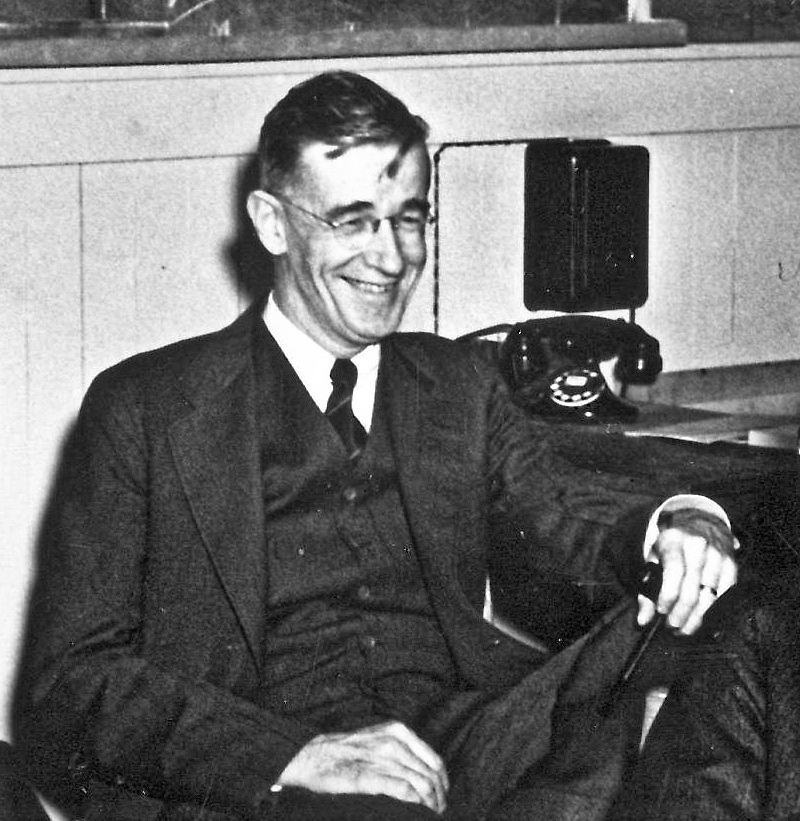
ヴァネヴァー・ブッシュ
Memexは彼が寄稿した記事が基となっている。

Memex（メメックス、MEMory EXtender すなわち「記憶拡張機」の略）は、ヴァネヴァー・ブッシュが1945年の The Atlantic Monthly 誌の記事 "As We May Think (AWMT)" で発表したハイパーテキストの元となったシステムの概念である。
ブッシュが想像した memex は、個人が所有する全ての本、記録、通信内容などを圧縮して格納できるデバイスであり、「高速かつ柔軟に参照できるように機械化されている」ものである。memex は「個人の記憶を拡張する個人的な補助記憶」を提供する。memex の概念は後のハイパーテキスト開発（さらには World Wide Web の創造）や個人用知識ベースソフトウェア開発に多大な影響を与えた。
コンセプト自体は先進的であるが、コンピュータの基本原則を無視して構想されており、実際に機能するものは作成できない。

## 詳細

### 前史時代のハイパーテキストシステム
ブッシュの1945年の論文において、memex は個人が使用する電気機械式装置として描かれており、大きな自己完結型の図書館を構成し、それにリンクと注釈という形で「連想の航跡（associative trails）」を追加したり、他人の連想の航跡をたどって読んだりできるとしている。
使用するテクノロジーは、電気機械式制御、マイクロフィルムのカメラとリーダーなどで、それらを大きめの机に全て組み込む。マイクロフィルム化された図書館はその机の中にほとんど納まっているが、ユーザーは必要に応じてマイクロフィルムのリールを追加・除去できる。
机の上面は傾斜のある透過型スクリーンになっていて、そこにマイクロフィルムを投影して読むことができる。また、最上部にはプラテンがあり、手書きのノート、写真、メモなどをそこに置き、レバーを押下することで未使用のフィルムにそれらを撮影して収めることができる。
ブッシュによればmemexとは「一種の機械化された個人用ファイル兼ライブラリ」である。マイクロフィルム、乾板写真、アナログコンピュータを使い、索引付けした膨大な知識の保管所へのアクセスを可能にするもので、どんな知識でもほんの少しのキー押下で呼び出せるという。
memexのビジョンは1960年代の初期の実用的なハイパーテキストシステムの着想を与えたとされている。ブッシュがAs We May Thinkで示したmemexなどのビジョンは1930年代と1940年代の既知のテクノロジーから外挿したもので、ジュール・ヴェルヌの考え方やアーサー・C・クラークが1945年に提案した静止衛星による通信などと近い。ブッシュの提案したmemexはマイクロフィルムのコマとコマにリンクを設定できるが、現在のハイパーリンクのように文書の中の単語や文節や画像をリンクすることはできない。

### 連想の航跡
ブッシュが描いた「連想の航跡」は、リンクによって鎖のようにつながれた一連のマイクロフィルムのコマであり、これは格納されている順番とは全く関係ない。そこに個人的なコメントや枝分かれした航跡を付属させることもできる。当時ブッシュは情報の索引付けの方法を制限と考えており、人間の脳内で行われている連想と似たような情報蓄積方法を提案したのである。ブッシュは何らかの合図（この場合、データを検索するための一連の番号）を使えばそのような連想に容易にアクセスできると考えた。現代のウェブブラウザで最も近いものとしては、特定の話題に関連する記事のブックマークのリストを作成し、それら記事を自動的にスクロールする何らかの機構を持つようなものである（例えば、Google検索を使ってあるキーワードにマッチする一覧を得て、それぞれのページを新たなタブで開き、タブを順番に見ていくような形である）。現代のハイパーテキストでは単語や文節レベルでリンクするため、関連情報の連結はMemexよりも洗練されている。しかしブッシュが夢想したように個人が個人的な航跡を作り、それを仲間と共有し、さらに全世界に公開するということが実現したのは、ウィキなどのソーシャルソフトウェアモデルが登場してからのことである。

### その他の機能
memexには他の機能もある。ユーザーは文書を写真に撮ったりタッチ式透過スクリーンを使って新たな情報をマイクロフィルムに格納することができる。また、ユーザーが独自のコメントを挿入し、それをメインの航跡にリンクしたり、特定アイテムへのわき道の航跡にすることもできる。したがって、ユーザーは利用可能な素材の迷路を使って、自身の興味の航跡を作ることができる。またそのように構築した航跡をコピーして友人に渡し、興味や関心を共有することができる。ティム・オレンは、Memexをマイクロフィルムベースのパーソナルコンピュータの先駆者であると指摘した。
1945年9月10日のライフ誌の記事では「memexデスク」の想像図が初めて示されており、科学者が実験のときに頭に装着するようなカメラ、音声合成によるテキストの読み上げや音声認識の可能なタイプライターが出てくる。これらのmemexマシンは、おそらく我々が「未来のオフィス」と呼んでいるものの最初期の具体的な記述であろう。
「memexを与えられた学者は、一連の情報と連結することで独自の知識ツールを作成でき、それらのツールを共有し、そのツール群を使ってさらに洗練された知識を生み出し、公表することができる。memex は情報爆発を知識爆発に変換する手段として想像された。これはニューメディアの夢の1つである」

### 種の記録を拡張し、蓄え、参照する
ブッシュの考えた memex は、単に個人単独の研究成果を強化する機構というだけのものではない。出版物や個人的記録を連結し注釈を添えるという機能は、「世界の記録」を作成し利用するという過程を大きく変化させるとされていた。
ブッシュは「技術的困難さは度外視している」と記しているが、同時に「真空管の出現で技術が大きく進歩したように、将来重要な新技術が登場するかもしれない点も無視している」と記している。実際、AWMTのビジョンをマイクロフィルムで実現することは、月へ人間を送り込むのにジュール・ヴェルヌの夢想した大砲を使うのと似たようなものである。どちらの場合もビジョンそのものが重要なのであって、それを詳述する際のテクノロジーは重要ではない。マイケル・バックランドは、「ブッシュのこの分野への貢献は2つある。1つは高速マイクロフィルム・セレクターを実際に試作したという工学上の業績、もう1つは "As We May Think" という思索的論文を書いたことで、熟達した文章と著者の社会的名声によって大きくしかも長く続く反響があり、それが他者を刺激する効果を発揮した」と結論付けている。
"Memex: Getting Back on the Trail"の中でティム・オレンは、AWMTでブッシュが描いたビジョンについて「百科事典と仲間の航跡を自分の成果に取り入れることができる個人用機器」と表現している。
しかし、ブッシュが1959年に書いた "Memex II" のドラフト原稿（にある）では、「学会では論文を紙に印刷しなくなるだろう」と書いており、テープ媒体で論文を取り寄せたり、電話回線でファクシミリのような形でダウンロードするだろうとしている（ペーパーレス化）。また、それぞれの学会はあらゆる論文を格納した 'master memex' を所有し、その中で論文が相互にリンクされていて、古典的なものから最新のものまで同一テーマの論文をたどることができるとしている。

### 欠落している機能： 検索とメタデータ
このシステムには自動検索機能も汎用のメタデータ標準も考慮されていない。それは例えば標準的図書分類や Dublin Core のようなハイパーテキスト要素の集合のことである。代わりに、ユーザーが何らかの文書や画像を新たな項目として登録したときは、そのユーザーのコードブックに追加した項目のインデックスと内容の説明を書き込むことを期待されている。そのコードブックを参照することでユーザーは項目を探して表示できるのである。

## 批判
1992年の論文でマイケル・バックランドは、ブッシュが情報学をよく理解しておらず、目録や分類法についても一般的でない考え方をしていたため、memex は欠陥だらけであると示唆し、「ブッシュは個人の記録間の任意の関連付けの生成が記憶の基本だと考えており、index ではなく memex を望んでいた。その結果は、個人化された表面的なもので、本質的には自滅的設計だ」と記している。
バックランドがこれを書いたのは World Wide Web (WWW) の黎明期であり、WWWは1991年に登場したが1993年ごろまで広く使われるには至っていない。初期のウェブはとにかくリンクするのが支配的（連想的）だった。分類やインデックスといった部分はその後に発達し、検索エンジンによる自動インデックスが分類しようとする努力を上回る卓越性を獲得したが、どちらもリンクと相補的であり続けている。バックランドが memex だけでなく初期のWWWについても同様の誹謗を行ったかは不明である。インデックス（検索エンジン）が不慣れな主題を扱う際に最も適切な手段であることが後に明らかになったが、連想的リンクも対象領域について学ぶ際の効果的なナビゲーション方法であり続けている。インターネット時代において、リンクは一般にそのページの作者が自覚的に埋め込むが、インデックスは一般に常に機械的である。ブッシュがインデックスに卓越性を認めなかったのは、その有効性を見誤ったというよりも、単にインデックス生成の機械的プロセスを想像できなかっただけかもしれない。
バックランドはまた、ブッシュのアイデアを1945年以降のデジタルコンピュータの先駆けというよりも、1945年以前に開発されたマイクロフィルム技術の歴史的観点から見るべきだとしている。第二次世界大戦以前にマイクロフィルムを使った高速検索装置が開発されており、例えば1938年のレオナルド・タウンゼンドの提案したマイクロフィルムベースのワークステーションや、1931年にエマヌエル・ゴルトベルクが提案したマイクロフィルムと電子工学ベースのセレクターなどがある。バックランドは「現代ではコンピュータ技術がそうであるように、1930年代にはマイクロフィルムが最新の情報検索技術であり、最も見込みがあると見られていた」と指摘する。また、ブッシュは1938年から1940年にかけて、MITでの同僚ハロルド・ユージン・エジャートンが生み出したストロボスコープを使い、マイクロフィルムの高速セレクターを開発しようとしたことがある。バックランドは、ブッシュのチームがゴルトベルクの先行する業績を知らなかった可能性はあるが、IBMの研究者やブッシュのスポンサーだったコダックの研究所は気づいていたと指摘する。

## 後継者
このアイデアは、直接J・C・R・リックライダー、ダグラス・エンゲルバートに影響を与えただけでなく、テッド・ネルソンのハイパーメディアとハイパーテキストに関する仕事にも影響を与えている。
As We May Think ではハイパーテキストだけでなく様々な未来の発明（パーソナルコンピュータ、インターネット、World Wide Web、音声認識、ウィキペディアのようなオンラインの百科事典など）を予測していた。ブッシュは次のように書いている。「全く新しい形式の百科事典が出現するだろう。事前に用意された連想の航跡（associative trails）が項目間を走り、memexにそのまま入れることができ、memexの機能を拡大するものである。」
今日の研究にもヴァネヴァーの影響が現われているものがある。ひとつはマイクロソフトリサーチのゴードン・ベルのMyLifeBits（個人が一生使える情報格納機器を作ろうとする計画）である。
チャールズ・ストロスの小説『残虐行為記録保管所』と続編群には memex が登場している。